# Vandiemenia
Vandiemenia là một chi rêu trong họ Vandiemeniaceae.